# 오스카 (어류)
오스카(영어: oscar, 학명: Astronotus ocellatus 아스트로노투스 오켈라투스[*])는 크기 약 40
cm의 시클리드이다. 오스카, 타이거 오스카, 벨벳 시클리드, 마블 시클리드를 포함한 시클리드과이다. 주로 지역시장에서 식용으로 많이 발견할 수 있다. 오스카는 중국, 미국, 오스트레일리아 등 여러 나라에서도 발견되었고, 현재 미국 수족관에서 가장 흔히 보이는 물고기 중 하나이다. 한국 수족관에서도 종종 볼 수 있다.

## 생물 분류

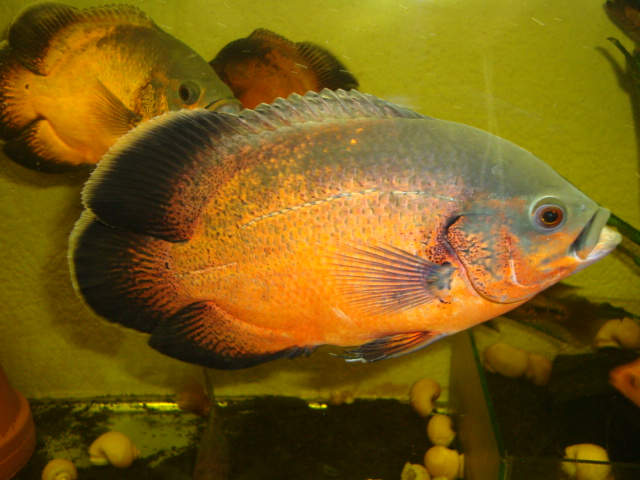
레드 오스카

오스카는 1831년 루이 아가시가 처음 발견했다. 당시 루이 아가시는 오스카를 잘못 인식해 참돔과의 한 종류로 기술하였고, 해수어로 분류하였다. 나중에서야 그것을 아스트로노투스속으로 분류하였다. 오스카는 또한 여러 가지 이름으로 불리는데 "Acara compressus", "Acara hyposticta", "Astronotus ocellatus zebra" 등으로 불린다.

## 외양

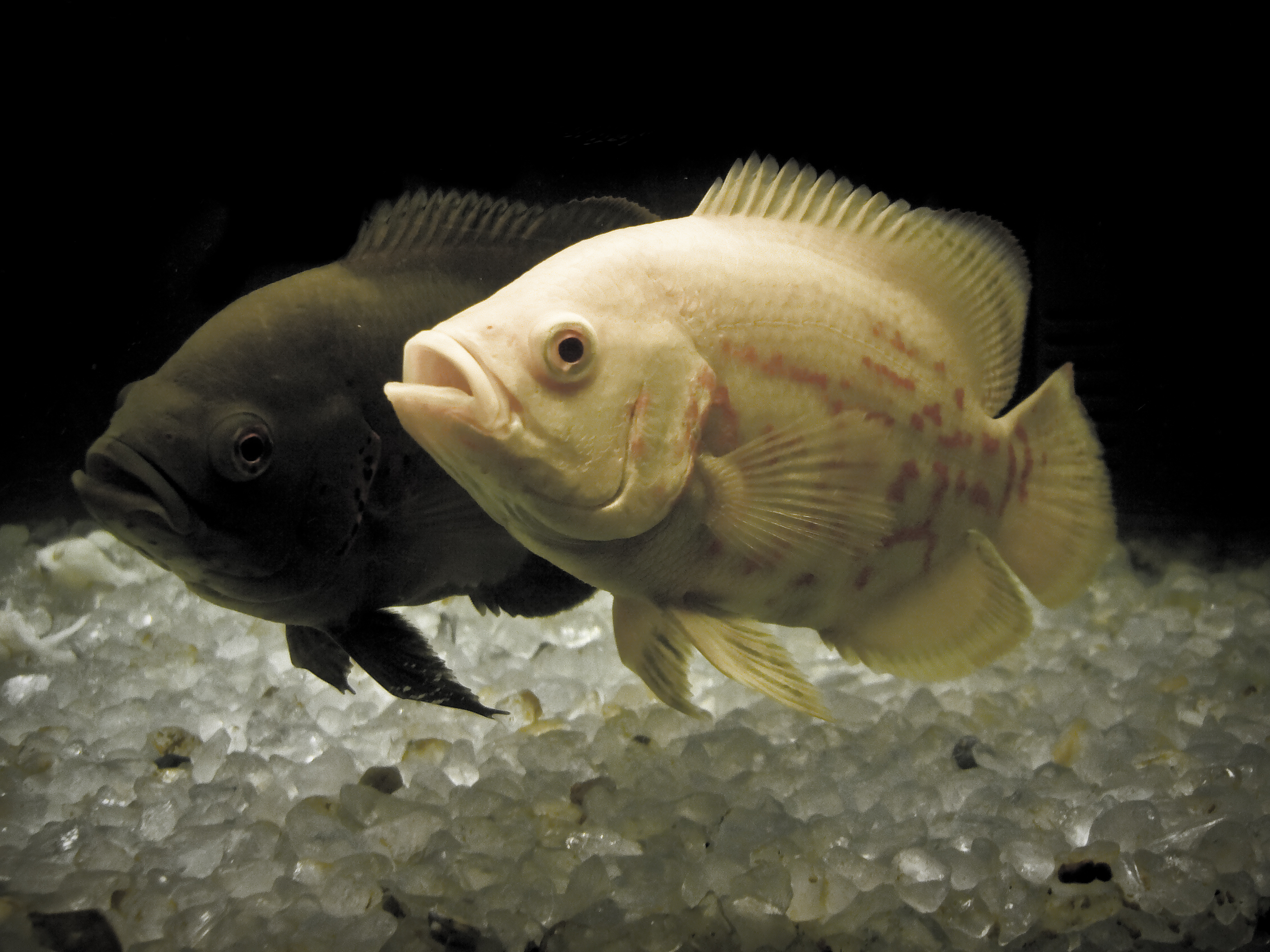
타이거 오스카 2마리

오스카는 몸길이 45센티미터, 몸무게 1.6킬로그램까지 나가는 것으로 알려져 있다. 하지만 보통은 몸길이 30cm밖에 나가지 않는다. 야생에 사는 종은 대체적으로 어두운 편이고 꼬리자루와 등지느러미에 노란색의 고리 모양의 점들이 있다. 이는 앞뒤를 잘못 알고 접근해 오는 작은 물고기를 잡기 위한 역할과 피라냐 등 외적에게 지느러미를 뜯어먹히는 걸 방지하기 위함이다. 지느러미의 가장자리는 어두운 색이며 근처 부분은 옅다.
또한 오스카는 그들의 색깔을 빠르게 바꿀 수 있는데, 이는 동종 간의 싸움에서 자신의 영토를 확보하기 위해서다. 눈은 상대적으로 작은 편이다. 

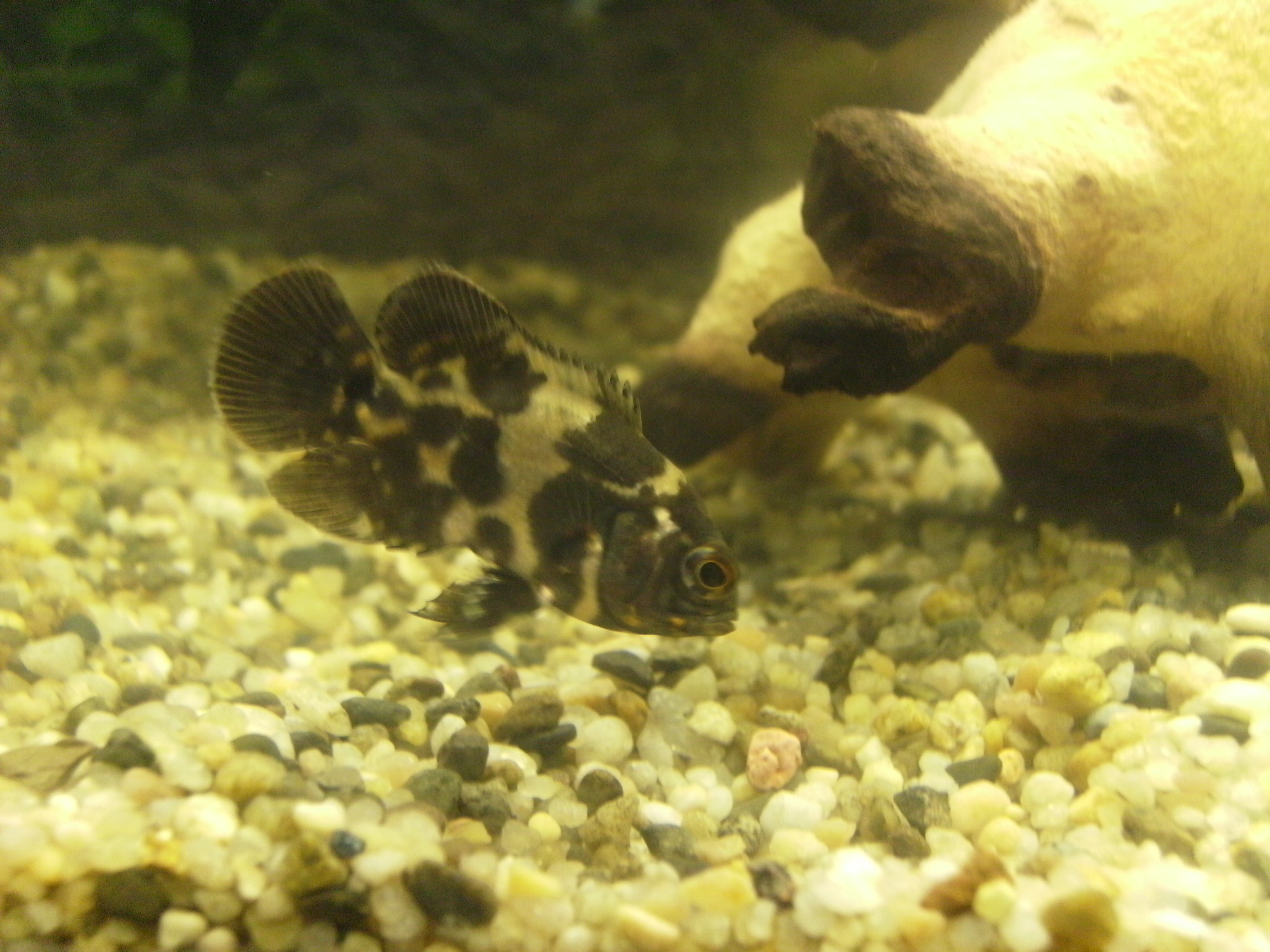
치어 때는 무늬가 다르다

 치어 때의 오스카들은 성어와 달리 하얀색 줄무늬와 주황색 물결무늬를 가지고 있고 머리에 점이 있다.

## 분포와 서식지
오스카는 페루, 에콰도르, 콜롬비아, 브라질, 프랑스령 기아나, 아마존강 분지, 배수 쪽 부분 등에서 서식하며 현지 원주민들은 이 물고기를 식용으로도 취급한다. 주로 느리게 흘러가는 맑은 강에서 서식하고 침수된 나뭇가지 아래에서 발견되기도 한다. 열대어 거래로 인하여 미국 플로리다, 오스트레일리아 북부에서도 발견된다. 오스카는 수온이 낮아지면 죽기 때문에 수온이 12.9 °C (55.22 °F)보다 아래로 내려가는 곳에는 서식하지 않는다.

## 암수 구분과 번식
암수가 똑같은 구조를 가지고 있다고 알려져 있지만, 수컷이 암컷보다 더 빨리 자라는 것으로 알려져 있고, 어떤 수컷 종들은 등 지느러미에 어두운 반점을 가지고 있다고 한다. 또, 암컷의 몸 폭이 넓고 수컷의 엉덩이지느러미에는 눈에 보이지 않는 작은 갈고리가 있다. 성장 속도가 빠른 시클리드 중 하나로 1년에 30센티미터 이상 자라고, 약 1년 만에 성적으로 성숙하게 된다. 9~10년 동안 계속 번식을 한다. 산란기의 빈도는 우기와 관련되어 있다. 일부일처제이며, 양친 기질의 산란어이다. 수족관에서, 오스카는 주로 1000~3000개 정도의 알을 깨끗하고 편평한 바닥에 낳는다. 알은 3~4일 만에 부화하며, 부모는 갓 태어난 치어를 모래의 얕은 구덩이 속으로 옮겨 6~7일간 돌본다. 다른 시클리드와 같이, 오스카는 알을 품지만 야생에서는 한번도 관측되지 않았다.

## 사육
오스카는 자주 사육되는 열대어 중 하나이다. 식성은 육식성이나 성격은 온순한 편이다.

### 먹이
오스카는 큰 육식의 물고기와 비슷한 사료를 먹는다. 주로 가재, 지렁이, 메뚜기와 같은 곤충을 먹는다. 살아있는 생물을 주는 것은 성장에 있어서 도움이 될 수 있지만 내부 기생충이 생길 수도 있다. 소 간, 닭과 같은 기름진 음식들은 지방간을 유발할 수 있다. 오스카는 야생에서 과일을 먹기 때문에 멜론, 오렌지와 같은 과일은 좋다. 오스카는 물에 떨어진 모든 것들을 먹을 수 있다. 살아있는 물고기를 주는 것은 괜찮지만 금붕어와 피라미같은 물고기들은 주어서는 안된다. 이 물고기들은 그들의 살에 티아민을 분해하는 효소(Thiaminase)를 포함하고 있어서 오스카에게 비타민 결핍증을 퍼트릴 수 있다. 야생에서는 주로 정착해 사는 메기 등을 잡아 먹는다. 오스카는 빨간색, 파란색, 노란색, 초록색을 구별할 수 있어서, 그것을 통해 먹이를 구별할 수 있다. 오스카는 한 곳에 머무르면서 죽은 시늉을 하다가 먹이가 보이면 흡입해 먹는다. 또한 오스카는 비타민 C를 충분히 섭취해야 하기 때문에 비타민 결핍증이 나타날 수도 있다.

### 영역 표시
오스카는 수족관에서 자신만의 영토를 확보하고 다른 물고기들이 자신의 영토에 침범하면 매우 공격적으로 변한다. 영토의 크기는 그들의 주변 환경에 기초해 그 물고기의 침략력에 따라 달라진다. 한번 영토를 만들게 되면, 다른 물고기를 쫓아내며 활동적으로 자신의 영토를 방어한다. 땅을 파헤쳐가기도 한다.

## 사람과의 관계

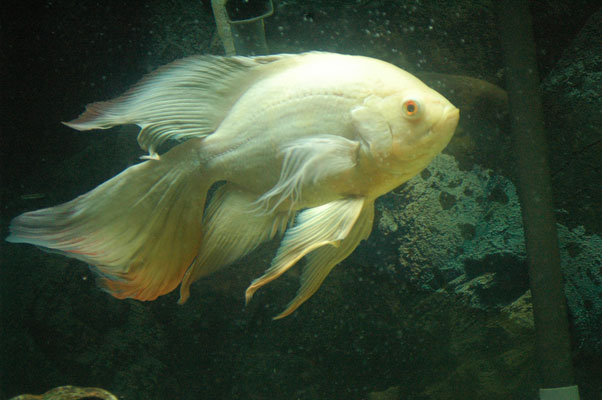
백변종의 롱핀 오스카

서두에서 언급 한 바와 같이, 오스카는 세계 각지에서 관상어로 인기 있지만, 원산지에서는 자주 식용한다. 관상어로 판매하기 위해 많은 개량 품종이 만들어졌고, 수많은 오스카 특이 개체들이 발전되었다. 붉은 마블링 무늬, 알비노, 백변종, 황색변색증 등 여러 가지 특이한 오스카들이 생겨났다. 붉은 색소를 가진 오스카는 "빨간 타이거 오스카"라고 불리며 이러한 오스카 계통들은 "붉은 오스카"라는 이름 아래 높은 값에 거래 되고 있다. 또, 이들은 개별적으로 붉은 색 모양의 형태가 다르다. 영국에서는 아랍어로 "알라"라고 써져있는 오스카가 발견되었다. 이들은 종종 "페인팅"이라 불리는 과정을 통해 인공적으로 색이 추가되기도 한다. 40년 전, 미국 플로리다주에서 오스카의 번식이 처음으로 성공했고, 첫 번째로 상업적 목적으로 번식에 성공한 곳은 태국이었다. 현재 태국을 포함한 동남아시아에서 양식이 활발히 이루어지고 있고, 모든 계절에 수입 및 수출할 수 있을 만큼 안정적이고 값이 싸다. 현지에 사는 오스카는 "와일드 오스카"라 불리며 강에 적응하면서 색과 크기가 다른 종들과는 다르기 때문에 마니아들 사이에서 인기 있다.